# 2. Sinfonie (Schostakowitsch)
Die Sinfonie Nr. 2 in H-Dur op. 14 „An den Oktober“ ist eine Sinfonie von Dmitri Schostakowitsch für Chor und Orchester.

## Entstehung
Die 2. Sinfonie komponierte Schostakowitsch als Auftragsarbeit des staatlichen sowjetischen Musikverlages anlässlich des 10. Jahrestages der Oktoberrevolution im Sommer 1927. Leiter der Verlagsabteilung Agitotdjel für Agitations- und Aufklärungsmusik, von der der Auftrag kam, war damals der Komponist Nikolai Roslawetz. Schostakowitsch stellte das Werk am 10. Oktober im Verlag vor und die Partitur ging noch im selben Monat in Druck. Die Sinfonie wurde am 5. November 1927 von den Sankt Petersburger Philharmonikern und dem Academy Capella Choir unter Nikolai Malko gemeinsam mit der Kantate Oktober von Roslavetz uraufgeführt und einen Tag später wiederholt. Schostakowitsch erhielt für diese Sinfonie einen 1. Preis innerhalb eines Wettbewerbes, der die besten Stücke mit Bezug auf das Jubiläum der Oktoberrevolution prämierte.
In Moskau wurde das Stück am 4. Dezember im Säulensaal des Hauses der Gewerkschaften unter der Leitung von Konstantin Saradschew zum ersten Mal aufgeführt.

## Analyse

### Überblick
Die 2. Sinfonie ist ein kurzes, experimentelles Werk (unter 20 Minuten) in einem Satz, der aus zwei Abschnitten besteht:
1. Largo
2. Chorfinale My schli, my prossili raboty i chleba (Wir kamen, wir forderten Arbeit und Brot)

Das im zweiten Abschnitt (Chorfinale) vertonte Gedicht „An den Oktober“ von Alexander Besymenski verherrlicht die Oktoberrevolution und stellt Lenin als Befreier dar, der das russische Volk von den vorher herrschenden Qualen erlöst.

### 1. Abschnitt / Largo
Schostakowitsch beginnt diese Sinfonie mit kreisenden Streicherfiguren, zunächst mit Kontrabass und Violoncello, ab Takt 5 auch mit der Bratsche, ab Ziffer 2 mit der zweiten Violine und ab Ziffer 5 mit vollständiger Streicherbesetzung. Die Dynamik reicht von ppp bis pp und das Tempo ist äußerst langsam. Mit jedem neu hinzutretenden Instrument werden kleinere Notenwerke gespielt und der Tonraum wird nach oben erweitert. Dies wird von einem permanenten Wirbel der großen Trommel begleitet. Nach dem Musikwissenschaftler Krzysztof Meyer entsteht aus den gleichsam zufälligen Zusammenklängen der Schichtung rhythmisch-metrischer Ebenen, die eine sich ständig steigernde Anschlagsdichte aufweisen, „der Eindruck eines allgemeinen Rauschens“. In Ziffer 6 erscheint über diesem Rauschen ein Trompetenmotiv. Das Trompetensolo zeigt einen deutlichen Kontrast zu den übrigen Stimmen, es weist eine klare Melodiebildung mit charakteristischen Sekundintervallen am Kopf des Themas auf und wirkt signalhaft. Darin ist in den Takten 23 und 24 – passend zum Anlass – die erste Zeile des Geburtstagsliedes Happy Birthday eingearbeitet. Dies wird erstmals erwähnt von Michael Koball in „Pathos und Groteske“, Berlin 1997, S. 70. Dennoch ist der ganze erste Abschnitt bis zum Choreinsatz als atonales Gebilde zu betrachten und zeigt sich keiner Tonart länger als wenige Takte oder Akkorde lang zugehörig.
Nachdem nach dem Trompetensolo weitere Bläser hinzugetreten sind, beruhigt sich die Musik mit einem kurzen Solo der Tuba, eine meditative Fortsetzung, die Schostakowitsch als „Tod eines Kindes“ beschrieb, und leitet in einen neuen Teilabschnitt über, wobei das Metrum in ein Allegro wechselt. In diesem scherzando-artigen Teil arbeitet Schostakowitsch mit vielen verschiedenen Themata, wie beispielsweise plötzlich einfallende steigende und fallende chromatische Reihen der Flöten (Ziffer 14). Weitere interessante Elemente des zweiten Teils sind ein punktiertes Bläser-Motiv (Ziffer 16) und ein schmetterndes, dissonantes Trompetenduett (Ziffer 20), das von einer Triolenbewegung in den Geigen und einem Kontrapunkt in den Flöten begleitet wird. Dieses Scherzando endet mit einem ff-Akkord in Ges-Dur (Ziffer 24).
Nun folgt ab Ziffer 29 ein kurzer zweiteiliger Abschnitt, Poco meno mosso überschrieben. Das bekannte Sekund-Motiv erscheint nun in den tiefen Streichern und wird von einem weiteren Tuba-Solo abgelöst, das die Musik beruhigt. Aufsteigende Tonleiter-Figuren leiten in ein kurzes Allegro molto über, das die Skalen umkehrt und eine Variante des tiefen Streichermotivs bringt.
Das folgende dreizehnstimmige „Fugato“ erscheint nun in wenig langsamerem Tempo. Durch die allmähliche Verdichtung der Faktur erweckt Schostakowitsch den vibrierenden Klangeindruck eines bewegten Clusters. Von einem strengen Fugato kann indes nicht gesprochen werden, da sich Imitationen meist nur auf einzelne markante Intervalle oder Skalenläufe der vorherigen Takte beziehen. Motivisch wird sowohl das Sekund-Motiv aus Ziffer 6 als auch das Skalen-Rauschen des Beginns aufgenommen.
Der erste Teil des Fugatos ist ein Trio mit Solovioline, Klarinette und Fagott, erst 35 Takte später treten weitere Instrumente hinzu. Der Abschnitt steigert sich bis zum Einsatz der Blechbläser (Ziffer 48), die über nun rasenden Streicher- und Holzbläserfiguren dissonante Einwürfe spielen. Nach einem Paukenwirbel (vor Ziffer 53) ist der Höhepunkt dieser Passage erreicht, der mit plötzlichem Dur in großen Notenwerten den vorherigen stark dissonanten Abschnitt kontrastiert, der Charakter wird durch eine große Horngeste hier nahezu pathetisch.
Der folgende Abschnitt von Ziffer 56 bis zum Choreinsatz ist von ruhigem Charakter, das Tempo ist zurückgenommen, Repetitionsfiguren in Hörnern und Streichern bilden die Begleitung zu kurzen thematischen Abschnitten, die bereits frühere Teile der Sinfonie zitieren. Ein Klarinettensolo bringt eine weitere Variante des Sekundmotivs, Flöte und Geige beenden diesen „morendo“ ‚ersterbend‘ endenden Abschnitt.

### 2. Abschnitt / Chorfinale
In diesem Abschnitt nutzt Schostakowitsch eine sehr plakative Tonsprache, mit der er den Inhalt des Gedichtes unterstreicht und in Form von Programmmusik ausgestaltet. Das weitgehend tonal komponierte und damit zum 1. Teil deutlich im Gegensatz stehende Chorfinale eröffnet Schostakowitsch im fortissimo mit einer Fabriksirene als Symbol der Arbeiterschaft und mit einem Trommelwirbel (Ziffer 69). Das moderate Tempo des Übergangsteils wird beibehalten. Zuerst singt nur der Chorbass eine lokrische Melodie, die ab Ziffer 70 von den Holzbläsern übernommen wird, wodurch sich die traurige Wirkung des Textes „Die Herzen wurden zusammengedrückt durch hervordrängende Trauer“ entfaltet.
Vor Ziffer 73 treten die anderen Chorstimmen in kanonischer Veränderung des Themas hinzu, während die tiefen Streicher hierzu eine permanente Triolen- und Achtelbegleitung spielen. Markant für das gesamte Chorfinale ist ein ständiger Taktwechsel, der das Metrum aufweicht und der sprachlichen Betonung nachgeht. Den Vers „Schrecklich war der Name unserer Schatten“ beschließt Schostakowitsch mit einer betonenden Geste des Horns vor Ziffer 74. Die darauf folgende sprachliche Klimax „Schweigen, Leiden, Unterdrückung“ erfolgt erst als C-Dur-Akkord, dann als e-Moll-Quartsextakkord, wobei die Oberstimme um eine Oktave abfällt, und schließt als Fis-Basston. Durch diese Harmonien entsteht eine Stimmungstrübung, die die Textaussage nachzeichnet.
Der e-Moll-Abschnitt, der über die Worte der Qual berichtet, schließt im Takt vor Ziffer 78 in a-Moll, während der Ausruf „O, Lenin!“ im darauffolgenden Takt als Des-Dur-, B-Moll- und C-Dur-Sextakkorde gesungen werden, wodurch zwischen den beiden Worten auf der harmonischen Ebene ein größtmöglicher Kontrast erzeugt wird. „Wir verstanden, Lenin, unser Schicksal, trägt den Namen: Kampf, Kampf“ wird von Sopranen und Tenören gesungen (Ziffer 80), wobei „Kampf“ zunächst punktiert rhythmisiert ist und dann vom ganzen Chor als Ausruf auf dem Ton H gesungen wird. Den Ausruf „Oktober“ (Ziffer 87 mit Auftakt) glorifiziert Schostakowitsch mit einem Fis-Dur-Akkord über mehr als zwei Takte.
Der letzte Vers „Das ist das Banner, das ist der Name der lebenden Generation: Oktober, Kommune, Lenin!“ (ab Ziffer 94) ist als Sprechgesang, begleitet vom Schlagzeug, komponiert. Durch diese Technik betont Schostakowitsch die Aussage des letzten Verses. Eine letzte Klimax des Orchesters wird in C-Dur komponiert, schwenkt dann aber nach H-Dur um (Ziffer 96), in dieser Tonart endet das Werk im fortissimo.

## Deutung
Der Chor steht in keinerlei Verbindung mit den vorherigen Teilen und zeigt, so Meyer, eine „schon fast primitive Tonsprache, wodurch die Symphonie durch ihre Programmatik als Propagandawerk zu sehen ist.“
Der Komponist selbst schien mit dem Werk unzufrieden gewesen zu sein; er schrieb, dass er überdrüssig gewesen sei, es zu schreiben, und betrachtete den Text von Besymenski als „scheußlich“. Nichtsdestoweniger gilt das Werk als wichtige Repräsentation der sowjetischen Musik der 1920er Jahre. Im Besonderen beabsichtigte die Idee „industrieller“ Sinfonien, das Proletariat zu inspirieren, weswegen der Chorteil des Werkes in der Partitur durch eine Fabriksirene eröffnet wird, die in Aufführungen zumeist durch ein Signal von Hörnern, Trompeten und Posaunen ersetzt wird. In der CD-Aufnahme von Mariss Jansons mit dem Symphonieorchester des Bayerischen Rundfunks wird eine originale Sirene benutzt.
Das Werk wurde ursprünglich als Kantate geschrieben; der Komponist kennzeichnete es später als seine zweite Sinfonie.